# Simpsonův paradox

Simpsonův paradox pro kontinuální data: Pozitivní trend pro obě oddělené skupiny dat (modrá a červená), negativní trend (černá čárkovaná) pro kombinovanou množinu dat

Simpsonův paradox je statistický paradox při porovnání úspěšností dvou individuí (skupin) během více období, přičemž v jednotlivých obdobích je úspěšnější skupina A, ale celkově je úspěšnější skupina B. Paradox je pojmenovaný podle Edwarda Simpsona, který jej publikoval v roce 1951. Protože jde o matematickou trivialitu, je prakticky jisté, že tento paradox byl pozorovaný možná staletí před ním, ale kvůli nepředstavitelné trivialitě ho nikdo nepublikoval.
Lidé jsou často zmateni, když se poprvé setkají s tímto paradoxem, což je způsobeno z interpretačního hlediska nevhodným příkladem.

## Příklad paradoxu
|           | 1. semestr | 1. semestr | 2. semestr | 2. semestr | součet | součet |
| --------- | ---------- | ---------- | ---------- | ---------- | ------ | ------ |
| Student A | 2/8        | 25%        | 2/2        | 100%       | 4/10   | 40%    |
| Student B | 1/5        | 20%        | 4/5        | 80%        | 5/10   | 50%    |

Je zřejmé, že student A byl úspěšnější v obou semestrech, avšak celkově byl úspěšnější student B, přičemž celkový počet zkoušek byl pro oba stejný.

## Podstata paradoxu
Podstata paradoxu spočívá v tom, že B měl poměrně vysokou úspěšnost během 5 zkoušek, tedy dlouhodobě. Student A, který v tomto semestru měl sice úspěšnost 100 %, avšak aplikovanou pouze na dvě zkoušky.
Jelikož nepředpokládáme rozdílnost nároků v první a druhém semestru, byl opravdu lepším studentem B. Právě uvedený příklad je však velmi zavádějící, je totiž statisticky velmi nepravděpodobné, že mohou existovat takové rozdíly mezi semestry. Pravděpodobně to muselo být něčím způsobené, např. změnou zkoušejícího. V tomto případě je třeba jednoznačně za lepšího studenta označit A, neboť byl úspěšnější u obou profesorů, jen měl smůlu, že většinu zkoušek měl u toho přísnějšího.

## Skutečný příklad z praxe
Jako skutečný a dobrý příklad na ukázku správné a jednoduché interpretace je možné uvést porovnání úspěšnosti léčby ledvinových kamenů klasickou chirurgickou cestou a perkutánní nefrolitotomií. Při hodnocení úspěšnosti bez ohledu na velikost kamene vychází perkutánní nefrolitotomie jako úspěšnější. Tento závěr je však mylný, neboť při hodnocení zvlášť malých a velkých kamenů vychází úspěšnější klasická (chirurgická) léčba.
Příčina paradoxu je v tom, že perkutánní nefrolitotomie se používala hlavně pro malé kameny a pravděpodobnost úspěšnosti léčby je víc ovlivněná velikostí kamene než použitou metodou léčby.
|                           | malé kameny | malé kameny | velké kameny | velké kameny | součet  | součet |
| ------------------------- | ----------- | ----------- | ------------ | ------------ | ------- | ------ |
| Klasické operační postupy | 81/87       | 93%         | 192/263      | 73%          | 273/350 | 78%    |
| Perkutánní nefrolitotomie | 234/270     | 87%         | 55/80        | 69%          | 289/350 | 83%    |

Za velké se v této práci považovaly kameny větší než 2 cm. Jako kritérium úspěšnosti bylo použité nepozorování výskytu kamenů po třech měsících od léčby, resp. redukce velikosti kamene na maximální velikost 2 mm.